# Elena (ciruela)
Elena® es una variedad cultivar de ciruelo (Prunus domestica), de las denominadas ciruelas europeas, es marca registrada®.
Una variedad de ciruela criada en 1980 por Walter Hartmann en la Universidad de Hohenheim Stuttgart Alemania, mediante el cruce de las variedades 'Fellenberg' x 'Stanley', y se comercializó en 2005.
Las frutas tienen talla de tamaño mediano de forma ovalada ligeramente asimétrica, piel azul oscuro recubierta de abundante pruina, fina, violácea, y una pulpa color amarillo a amarillo verdoso, firme y muy jugosa con un sabor bastante dulce.

## Historia
'Elena'® variedad de ciruela obtenida por el cruce de las variedades 'Fellenberg' como "Parental Madre" x fecundada por el polen de la variedad 'Stanley' como "Parental Padre", en 1980 por Walter Hartmann en la Universidad de Hohenheim, situada en Stuttgart, Alemania. Se comercializó en 2005 como marca registrada®.

## Características
'Elena'® árbol de crecimiento fuerte al principio, se debilita con el inicio de la fructificación, se caracteriza por rendimientos regulares y elevados, florece de forma media a tardía y no es muy sensible a las heladas tardías de primavera. Tiende a abrirse en el tallo. Muchos frutos pequeños, es deseable aclararlos. El árbol forma una copa abierta y empinada. Si no se realiza una poda de adelgazamiento, la copa quedará demasiado pequeña. Autopolinizable, flor blanca, que tiene un tiempo de floración que comienza a partir del 15 de abril con el 10% de floración, para el 19 de abril tiene una floración completa (80%), y para el 1 de mayo tiene un 90% de caída de pétalos.
'Elena'®  tiene una talla de tamaño mediano de forma ovalada ligeramente asimétrica, con peso promedio de 28 a 35 g, y 35-38 mm de diámetro; epidermis tiene una piel azul oscuro recubierta de abundante pruina, fina, violácea; sutura con línea poco visible, de color algo más oscuro que el fruto. Situada en una depresión muy suave, algo más acentuada junto a cavidad peduncular; pedúnculo de longitud mediano, fuerte, leñoso, con escudete muy marcado, muy pubescente, con la cavidad del pedúnculo estrecha, poco profunda, rebajada en la sutura y más levemente en el lado opuesto; pulpa de color amarillo a amarillo verdoso cuando está completamente maduro, la fruta es jugosa, agridulce, con un sabor dulce y armonioso con un aroma ácido.
Hueso  de fácil deshuesado, grande, alargado, muy asimétrico, con el surco dorsal muy ancho y profundo, los laterales más superficiales, zona ventral poco sobresaliente, superficie rugosa.
Su tiempo de recogida de cosecha se inicia de finales de septiembre a mediados de octubre. Madurada en el árbol, sabe muy bien, fáciles de transportar.

## Usos
Se usa comúnmente como postre fresco de mesa buena ciruela de postre de fines de verano. En elaboraciones culinarias, puede servir como aderezo para pastel o similar. En la elaboración de licores de ciruelas.

## Cultivo
Variedad cultivada principalmente en Alemania, Polonia, y República Checa.

## Características y precauciones
Resistente al Virus de la Sharka. La resistencia de 'Elena' a la sharka es el resultado de la hipersensibilidad de la cepa al virus. El tejido del árbol muere alrededor del sitio infectado, lo que detiene el avance del patógeno. Por lo tanto, 'Jojo' solo se puede criar en portainjertos libres de Sharka, si se injerta en un portainjertos infestado, el vástago no crecería debido a la reacción de rechazo.